# Ranunculus omiophyllus
Ranunculus omiophyllus är en ranunkelväxtart som beskrevs av Michele Tenore. Ranunculus omiophyllus ingår i släktet ranunkler, och familjen ranunkelväxter. Inga underarter finns listade i Catalogue of Life.